# Vitbukig daknis
Vitbukig daknis (Dacnis albiventris) är en fågel i familjen tangaror inom ordningen tättingar.

## Utbredning och systematik
Fågeln förekommer från sydöstra Colombia till södra Venezuela, nordöstra Peru och centrala Amazonas i Brasilien. Den behandlas som monotypisk, det vill säga att den inte delas in i några underarter. 

## Status
Arten har ett stort utbredningsområde och beståndet anses vara stabilt. Internationella naturvårdsunionen IUCN listar den därför som livskraftig (LC).